# Klaus Hildebrand
Klaus Hildebrand (* 18. listopadu 1941 Bielefeld) je německý historik a vysokoškolský pedagog, který se zaměřuje na politické a vojenské dějiny Německa v 19. a 20. století, především pak na dějiny diplomacie.
Klaus Hildebrand vystudoval univerzitě v Marburgu a jeho habilitace proběhla na Mannheimské univerzitě. Od roku 1982 je profesorem novodobých dějin na univerzitě v Bonnu.

## Dílo
- Vom Reich zum Weltreich, 1969
- Bethmann-Hollweg. Der Kanzler ohne Eigenschaften, 1970
- Deutsche Außenpolitik 1933-1945, 1971
- Das Dritte Reich, 1979
- Von Erhard zur Großen Koalition, 1984
- Deutsche Außenpolitik 1871-1918, 1989
- Das vergangene Reich, 1996
- No intervention - die Pax britannica und Preußen 1865/66-1869/70, 1997
- Zwischen Politik und Religion, 2003